# Donald Glover
Donald McKinley Glover (Base de la Fuerza Aérea Edwards, California; 25 de septiembre de 1983), conocido artísticamente como Childish Gambino o Donald Glover,es un cantautor, actor, guionista, 
director, productor, cómico y empresario estadounidense. Ha sido reconocido internacionalmente en la mayoría de sus facetas artísticas: como cantautor, después de lanzar varios álbumes y mixtapes, Glover firmó con Glassnote Records en 2011. Lanzó su primer álbum de estudio, Camp, el 15 de noviembre de 2011. Su segundo álbum, Because the Internet, fue lanzado el 10 de diciembre de 2013. Glover estuvo nominado a dos premios Grammy en 2014. Su tercer álbum, Awaken, My Love!, se publicó en 2016.
El 5 de mayo de 2018 lanzó su canción "This is America".
Como actor y actor de voz por su trabajo con el grupo Derrick Comedy o por su papel como el estudiante Troy Barnes en la serie Community. En 2017 participó en Spider-Man: Homecoming y en 2018 interpretó a una versión joven de Lando Calrissian en el Spin-off de Star Wars titulado Han Solo: una historia de Star Wars.
interpretó también, como actor de doblaje, la voz de Simba en la película El rey león de 2019.
Como guionista, director y productor de televisión, por su trabajo en la serie 30 Rock y especialmente en la serie Atlanta;

## Primeros años
Glover nació en la Base de la Fuerza Aérea Edwards, California, y se crio en Stone Mountain, Georgia. Su madre, Beverly Smith, es una cuidadora infantil retirada, y su padre, Donald Sr. (fallecido en 2018) fue un trabajador del servicio postal. Sus padres también hicieron de padres adoptivos en DeKalb County durante 14 años. Fue criado como testigo de Jehová. Fue votado "con más posibilidades para escribir en Los Simpson" en el anuario de su instituto. Glover se graduó de la Tisch School of the Arts con un título en escritura dramática en 2006.

## Carrera

### 2006-2010: Actuación y debut musical
Desde 2006 a 2009, Glover fue guionista de la serie de la NBC, 30 Rock donde hacía cameos ocasionalmente. Le fue entregado el Writers Guild of America Award a mejor serie de comedia en la ceremonia celebrada en febrero de 2009, por su trabajo en la tercera temporada. Su nombre artístico, Childish Gambino, vino del generador de nombres de la banda Wu-Tang Clan. El 5 de junio de 2008, lanzó un álbum independiente, titulado Sick Boi. Poco después Glover se convertiría en miembro del grupo de sketches Derrick Comedy, junto con Dominic Dierkes, Meggie McFadden, DC Pierson, y Dan Eckman. El grupo escribió y protagonizó la película Mystery Team, estrenada en 2009.
El 17 de septiembre de, 2009, Childish Gambino lanzó otro álbum independiente, Poindexter. Un par de mixtapes, tituladas I Am Just a Rapper and I Am Just A Rapper 2 fueron lanzadas, sucesivamente en 2010. Robert Scahill añadió su experiencia como productor ayudando en la mayoría de las pistas. Los tracklists  para esos mixtapes consisten en el nombre de la canción que el "rapea", seguida de la canción sobre la que el rapea. Su segundo álbum, Culdesac, estaba listo para ser lanzado el 2 de julio de 2010, pero un par de añadidos de última hora hicieron que el álbum fuese retrasado un día. El álbum estuvo disponible el 3 de julio. Glover ha declarado en entrevistas que en Sick Boi y Poindexter sintió que tenía que ocultarse detrás de trucos, como sudaderas rosas, pero en siguientes proyectos, ha tocado en temás más personales, incluyendo la familia, bullying escolar, relaciones problemáticas, pensamientos suicidas y alcoholismo. Ha repudiado su álbum de 2005, The Younger I Get, y lo describió como los crudos desvaríos de lo que el llama un "Drake decrépito."
El especial de stand-up de Glover se emitió en Comedy Central el 19 de marzo de 2010. En mayo de 2010, un fan le sugirió a Glover el papel de Peter Parker en la aquella próxima película The Amazing Spider-Man, alentando a sus seguidores retuitear la etiqueta "#donald4spiderman". La campaña originalmente empezó para ver lo lejos que una red social podía llevar un mensaje, y rápidamente ganó un gran seguimiento. La llamada para que a Glover se le permitiera hacer una audición para el papel, fue apoyada por el creador de Spider-Man, Stan Lee. Glover no consiguió una audición para el papel que al final fue para Andrew Garfield. Más tarde revelaría que nadie de Sony Pictures se había puesto en contacto con él para el papel. El escritor de cómics Brian Michael Bendis, que anunció Una versión Afroamericana del personaje un año más tarde, dijo que había concebido al personaje antes de que la campaña de Glover se hiciera viral. Bendis le dio crédito a Glover por influenciar la apariencia del nuevo héroe, después de haberlo visto disfrazado de Spider-Man en Community (como referencia a la campaña), Bendis dijo, "Lo vi en el traje y pense, 'Me gustaría leer ese libro'" Glover pronto daría la voz a esta encarnación de Spider-Man en la serie animada Ultimate Spider-Man.
Glover recibió el Rising Comedy Star award en el Just for Laughs festival en julio de 2010. Glover apareció en la campaña publicitaria navideña de Gap en 2010. Es DJs y produce música electrónica con el apodo  "mcDJ" (pronounciado "M-C-D-J"). Su música a menudo se encuentra disponible para descarga gratuita en su página web.[cita requerida]
El 1 de diciembre de 2010, Glover lanza la primera canción de su EP  titulado "Be Alone". Lanzó la siguiente canción, "Freaks and Geeks", además de un track list de 5 canciones, el 11 de febrero de 2011. El 25 de febrero, Glover anuncia las fechas para el tour IAMDONALD y también su primer vídeo para "Freaks and Geeks". El vídeo fue filmado por Dan Eckman, el director de Derrick Comedy.  La canción fue usada después para un anuncio de Adidas en el que aparecía Dwight Howard. El 8 de marzo de 2011 Glover lanza su EP mediante su página web.

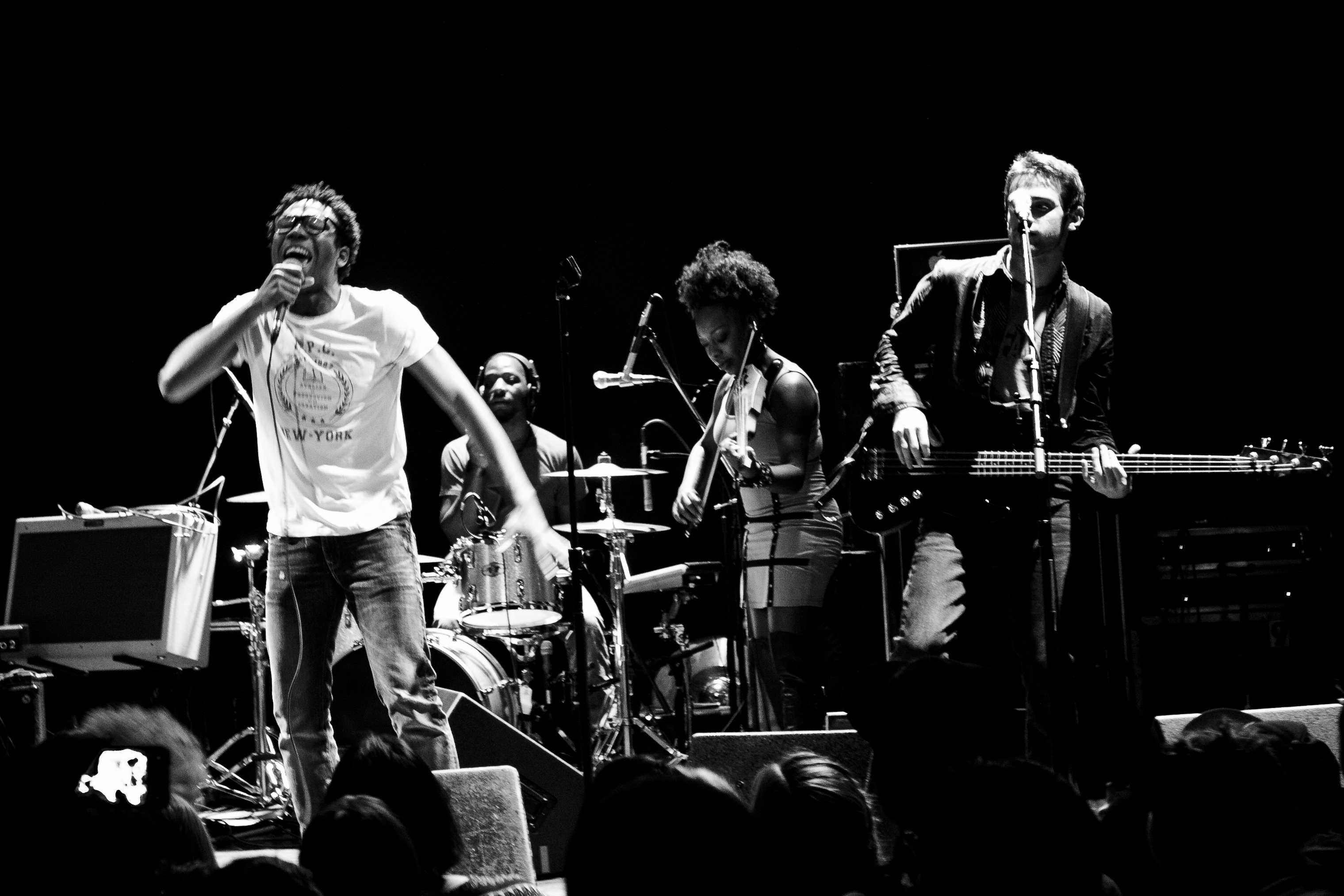
Childish Gambino durante un concierto en el Bowery Ballroom en Nueva York, el 17 de octubre de 2010.

### 2011-2012:Camp
El 16 de marzo de 2011, Glover presentó los mtvU Woodie Awards celebrado en directo en el festival South By Southwest. El 24 de marzo de 2011, Glover grabó su especial cómico de una hora Weirdo para Comedy Central; se emitió el 19 de noviembre.
Glover actuó en el Bonnaroo Music Festival el 9 de junio en 'This Tent' como Childish Gambino y el 11 de junio en 'The Comedy Theater' con Bill Bailey haciendo stand up. Comedy Central hizo un streaming en directo en su página web.
El 4 de mayo de 2011, en una entrevista con TheHipHopUpdate, Glover que estaba trabajando en un LP, que sería lanzado en septiembre. El 25 de julio de 2011, Glover anuncio de que su nuevo álbum se titularía  Camp. El 8 de octubre, durante su concierto en Orlando, Florida, anunció que su álbum Camp saldría el 15 de noviembre de 2011. Glover trabajo con su amigo y compositor Ludwig Göransson en su álbum debut. El 20 de agosto de 2011, en el Rock The Bells en Los Ángeles, le concedió una entrevista a AllHipHop.com, y le anuncio al público que había firmado un contrato con Glassnote Records. El 20 de septiembre, su primer sencillo, "Bonfire", fue lanzado.[cita requerida]
El tour IAMDONALD hizo 24 paradas en 34 días, empezando en Ames, Iowa, el 16 de abril, y terminando en Minneapolis el 19 de mayo. También incluyó paradas en locales de música en Las Vegas, Houston, Washington, y Atlanta. El tour era un show solitario en directo que consistía en rap, comedía, y segmentos en vídeo.
The Sign-Up Tour fue el siguiente tour pre-álbum de Glover. Visitó 11 ciudades en el transcurso de 38 días en octubre y noviembre de 2011. Glover hizo una web para el tour llamada Camp Gambino el 19 de noviembre, cuatro días después de que saliera su álbum. El tour incluía como invitado especial a Danny Brown y realizó 20 paradas en 32 días junto con fechas en California en diciembre. El 14 de marzo de 2012, varias fechas del CAMP tour fueron pospuestas debido a una fractura de pie que Glover sufrió el 10 de marzo, mientras actuaba en Tampa, Florida. El tour empezó en Austin, Texas el 5 de abril y terminó el 10 de agosto en Hollywood, California.[cita requerida]
El 11 de enero de 2012, Childish Gambino anunció en su web que un nuevo mixtape saldría pronto. El 2 de abril, lanzó una nueva canción, "Eat Your Vegetables", mediante su web. El 14 de mayo, Funkmaster Flex estreno "Unnecessary," con Schoolboy Q. El 16 de mayo, Gambino lanzó "We Ain't Them" mediante su página web, producida por el mismo y su frecuente colaborador Ludwig Göransson. El 22 de mayo, Glover apareció en el programa de radio de Das Racist, "Chillin' Island" donde estrenó una canción nueva, "Tell Me," en la que colaboraba Himanshu Suri, aka Heems de Das Racist. El 26 de mayo, Glover lanzó "Black Faces", con Nipsey Hussle y producida por Boi-1da. El 30 de mayo, lanzó una tercera canción, "Silk Pillow," junto con Beck y producida por ambos. El 25 de junio, Glover reveló que el mixtape saldría el 4 de junio de 2012. El 26 de junio, Glover saco una canción nueva, en Sway in the Morning (en Shade 45), titulada "One Up," junto a su hermano, Steve G. Lover. Ese mismo día, Glover declaró que su mixtape sería titulado Royalty a pesar de que en anteriores declaraciones dijo que no se llamaría así. El 4 de julio de 2012, Glover lanzó Royalty mediante descarga digital. El 7 de julio de 2012, Gambino lanzó la canción, "Body," con Prodigy, la cual no acabó en el mixtape. El 24 de mayo de 2012, lanzó el vídeo para "Fire Fly" mediante su cuenta de VEVO en YouTube.[cita requerida]

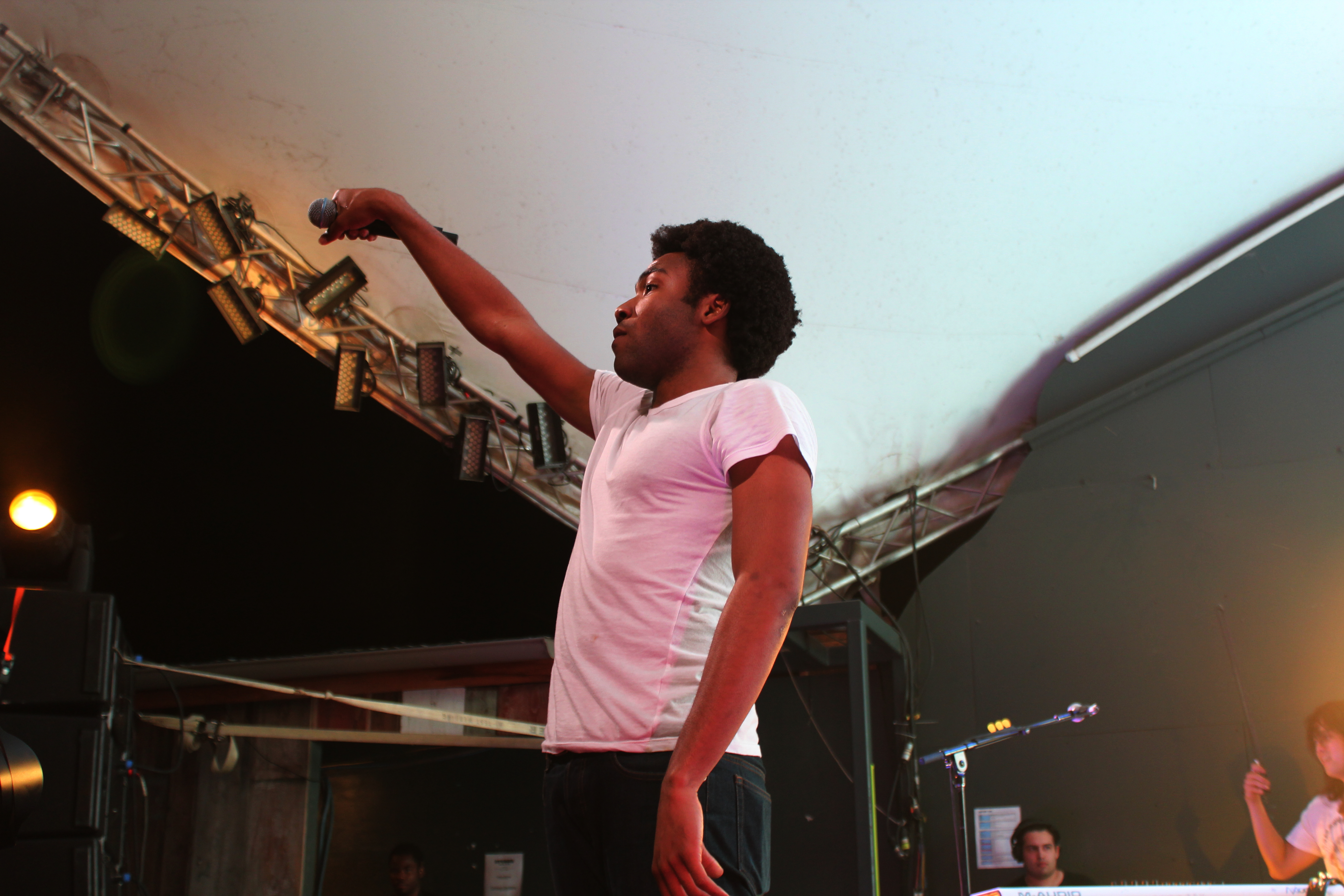
Donald Glover rapeando como Childish Gambino en 2012.

El 21 de agosto de 2012, BBC Radio 1 estreno la nueva canción de Leona Lewis, "Trouble" de su próximo álbum Glassheart, en la cual colaboró Gambino. La canción estaba disponible para adquirir en iTunes el 7 de octubre, y alcanzó el puesto  #7 en la UK Singles Chart  la semana siguiente, haciéndolo su primer sencillo en llegar al top 10 en Reino Unido.[cita requerida] El 4 de noviembre de 2012 Ludwig Göransson dijo en una entrevista con Portable  que el y Glover se encontraban en el estudio con nuevas ideas para el siguiente álbum el cual iba a ser "más grande" y "con más personas involucradas."

### 2013-2014:Because the Internet, STN MTN / Kauai, y salida deCommunity
En 2013, Glover firmó para crear una serie para FX llamada Atlanta de la cual será el protagonista, guionista, y productor ejecutivo. A causa de esto, Glover decidió reducir su trabajo para NBC y solo aparece en los 5 primeros episodios de la quinta temporada de Community. Aunque varias cadenas estaban interesadas en su comedia, definitivamente escogió FX debido a su predisposición a trabajar alrededor de su gira.[cita requerida]
El 6 de octubre de 2013, Glover anunció en Twitter que su segundo álbum estaba completo. Más adelante anunció esto en la "Semana de Bienvenida" de la Penn State University, declarando “Voy a sacar un álbum nuevo muy pronto, así que esta será la última vez que toquemos muchas de estas canciones.” El 8 de octubre de 2013, anunció que el título sería Because the Internet  y reveló que saldría en diciembre de ese año. El 21 de octubre de 2013, Glover lanzó el primer sencillo "3005", y anunció que la fecha de lanzamiento del álbum sería el 10 de diciembre. El 15 de febrero de 2014, inició su gira Deep Web Tour en el Reino Unido. El 27 de febrero, Childish Gambino tenía programado empezar la parte estadounidense de su gira con un concierto en el Fox Theater en Oakland, California. El 6 de junio de 2014, RIAA certificó oro Heartbeat  - convirtiéndola en la primera certificación de Glover y luego el 18 de julio de 2014, RIAA también certificó oro 3005.
El 2 de octubre de 2014, lanzó un nuevo mixtape titulado STN MTN, y al día siguiente lanzó un EP titulado Kauai. El mixtape y el EP siguen la historia contada en Because The Internet y están destinadas a ser un proyecto conjunto en vez de trabajos diferentes. El 10 de octubre de 2014, Ubisoft reveló que habían colaborado con Glover para incorporar su canción "Crawl" en Far Cry 4. El 5 de diciembre de 2014, Glover fue nominado para dos Premios Grammy. Su álbum Because the Internet fue nominado para el Mejor Álbum de Rap y su canción "3005" fue nominado para Mejor Actuación de Rap.

### 2015-2018: Actuación en películas, Atlanta y "Awaken, My Love!"
El 21 de marzo de 2015, Glover ganó Mejor Video Musical de los premios Woodies en mtvU por la canción "Sober" del EP Kauai. A partir de febrero de 2016, RIAA certificó oro al álbum Because the Internet por el envío de más de 500.000 copias. En junio de 2016, fue puesto como actor en Spider-Man: Homecoming.. Glover lanzó una aplicación titulada "PHAROS Earth", que permitió a los fanes comprar entradas para una actucion antecedente de su nuevo álbum programado para lanzamiento en septiembre. El evento tuvo lugar en Joshua Tree, California. El programa de televisión de Glover titulado Atlanta estrenó el 6 de septiembre de 2016 en FX. En 21 de octubre de 2016, Glover fue confirmado para ser Lando Calrissian en el spinoff de Star Wars.
A mediados de noviembre, Glover reveló el título de su nuevo álbum como "Awaken, My Love!" y que sería lanzado el 2 de diciembre de 2016. Glover lanzó "Awaken, My Love!" a través de Virtual Reality Vinyl y dijo que habrá una "edición limitada", pero los detalles sobre ella eran escasos. El álbum marcó un cambio del género de música para Glover pues incorpora influencias del funk en comparación con su álbumes pasados.
El 2 de junio de 2017 anunció que su próximo trabajo discográfico sería el último que edite bajo el nombre de Childish Gambino.
Sus últimos conciertos bajo este nombre tuvieron lugar en julio de 2018 en Bilbao y Londres.

### 2020: 3.15.20
Glover lanzó su cuarto álbum, "3.15.20", de forma inesperada en su sitio web el 15 de marzo de 2020, retirándolo horas después para luego publicarlo oficialmente en servicios de streaming el 22 de marzo. Las canciones del álbum, considerado conceptual y experimental, fueron nombradas según el minuto y segundo en que comienzan dentro del álbum como una forma de resaltar su carácter continuo, a excepción de las canciones "Algorhythm" y "Time".

### 2024: Atavista y Bando Stone & the New World
Cuatro años después, Glover retiró 3.15.20 de las plataformas y, el 13 de mayo de 2024, publicó "Atavista", su versión terminada, con mezcla y masterización mejoradas, nueva secuencia, títulos para las canciones y colaboradores adicionales como Young Nudy y Summer Walker.
El 19 de julio de 2024 lanzó "Bando Stone & the New World". Con singles como “Lithonia” e “In the Night” (con Jorja Smith y Amaarae), este proyecto sería el último de su carrera como Childish Gambino, acompañado de la gira The New World Tour, que se vio forzado a cancelar el 4 de octubre de 2024 por motivos de salud.

## Vida personal
Glover y su pareja, Michelle White, tuvieron un hijo llamado Legend a principios de 2016. En enero de 2018 la pareja tuvo a su segundo hijo, Drake. Su tercer hijo, Donald, nació a mediados de 2020.
Glover es muy reservado respecto de su vida personal y no suele publicar en redes sociales a no ser que sea para promocionar su trabajo. En una entrevista para The New Yorker declaró que las redes sociales "lo hacían sentir menos humano" y que solo visita páginas de discusión en línea en las que se puede mantener anónimo y comunicarse con gente que entiende lo que está diciendo.
El 17 de diciembre de 2018, durante el último show de su This Is America Tour, Glover anunció que su padre, Donald Glover Sr., había fallecido. Dijo, "Perdí a mi padre hace unas semanas y quería tocarle algunas de mis nuevas canciones pero no quería escucharlas, porque él dijo 'sé que van a ser geniales.'"
En diciembre de 2019, Glover demostró su apoyo por el candidato demócrata Andrew Yang y se unió a su campaña como "asesor creativo".

## Influencias
Las influencias musicales de Glover incluyen a Jay Z, Kanye West, Outkast, Wu-Tang Clan, The Roots, Pink Floyd y Michael Jackson.

## Discografía
Álbumes de estudio
- Camp (2011)
- Because the Internet (2013)
- "Awaken, My Love!" (2016)
- 3.15.20 (2020)
- Atavista (2024)
- Bando Stone and The New World (2024)

## Filmografía

### Cine
| Año  | Título                                                      | Papel            | Notas                                                 |
| ---- | ----------------------------------------------------------- | ---------------- | ----------------------------------------------------- |
| 2009 | Mystery Team                                                | Jason Rodgers    | También guionista y productor ejecutivo               |
| 2011 | Los Muppets                                                 | Ejecutivo        | Cameo                                                 |
| 2013 | The To Do List                                              | Derrick          |                                                       |
| 2013 | Clapping for the Wrong Reasons                              | El chico         | Cortometraje; también guionista y productor ejecutivo |
| 2014 | Alexander and the Terrible, Horrible, No Good, Very Bad Day | Greg             |                                                       |
| 2015 | The Lazarus Effect                                          | Niko             |                                                       |
| 2015 | Magic Mike XXL                                              | Andre            |                                                       |
| 2015 | The Martian                                                 | Rich Purnell     |                                                       |
| 2017 | Spider-Man: Homecoming                                      | Aaron Davis      |                                                       |
| 2018 | Han Solo: una historia de Star Wars                         | Lando Calrissian |                                                       |
| 2019 | El rey león                                                 | Simba            | Voz                                                   |
| 2019 | Guava Island                                                | Deni Maroon      |                                                       |
| 2023 | Spider-Man: Across the Spider-Verse                         | Aaron Davis      | Cameo                                                 |
| 2024 | Mufasa: el rey león                                         | Simba            | Voz                                                   |

### Televisión
| Año             | Título                          | Papel                          | Notas                                            |
| --------------- | ------------------------------- | ------------------------------ | ------------------------------------------------ |
| 2005            | Late Night with Conan O'Brien   | Criminal                       | Episodio: "July 22, 2005"                        |
| 2006-2009, 2012 | 30 Rock                         | Varios                         | 4 episodios; también editor y guionista          |
| 2007            | Human Giant                     | Hombre universitario           | Episodio: "24 Hour Marathon"                     |
| 2007-2008       | Bronx World Travelers           | Scoopy Brown                   |                                                  |
| 2009-2014       | Community                       | Troy Barnes                    | 89 episodios                                     |
| 2010            | Robot Chicken                   | Varias voces                   | Episodio: "Robot Chicken: Star Wars Episode III" |
| 2010            | Comedy Central Presents         | Él mismo                       | Stand-up                                         |
| 2011            | Woodie Awards                   | Él mismo (presentador)         |                                                  |
| 2011            | Regular Show                    | Alpha-Dawg (voz)               | Episodio: "Rap It Up"                            |
| 2011            | Weirdo                          | Él mismo                       | Stand-up                                         |
| 2012            | The Playlist                    | Víctima                        | Episodio: "Instruments of Destruction"           |
| 2013            | Girls                           | Sandy                          | 2 episodios                                      |
| 2013            | Sesame Street                   | LMNOP                          | Episodio: "Figure It Out, Baby Figure It Out"    |
| 2013            | Adventure Time                  | Marshall Lee (voz)             | Episodio: "Bad Little Boy"                       |
| 2014            | Ultimate Spider-Man             | Miles Morales/Spider-Man (voz) | 2 episodios                                      |
| 2015            | China, IL                       | William "Billy"                | 3 episodios                                      |
| 2016-2022       | Atlanta                         | Earnest "Earn" Marks           | También creador, guionista y productor ejecutivo |
| 2023            | Adventure Time: Fionna and Cake | Marshall Lee (voz)             |                                                  |
| 2024            | Mr. & Mrs. Smith                | John Smith                     |                                                  |

## Premios y nominaciones
| Premios Primetime Emmy | Premios Primetime Emmy                  | Premios Primetime Emmy | Premios Primetime Emmy | Premios Primetime Emmy |
| Año                    | Categoría                               | Trabajo Nominado       | Resultado              | Ref.                   |
| ---------------------- | --------------------------------------- | ---------------------- | ---------------------- | ---------------------- |
| 2017                   | Mejor serie de comedia                  | Atlanta                | Nominado               | [ 73 ]                 |
| 2017                   | Mejor dirección - Serie de comedia      | Atlanta                | Ganador                | [ 73 ]                 |
| 2017                   | Mejor guion - Serie de comedia          | Atlanta                | Nominado               | [ 73 ]                 |
| 2017                   | Mejor actor - Serie de comedia          | Atlanta                | Ganador                | [ 73 ]                 |
| 2018                   | Mejor serie de comedia                  | Atlanta                | Nominado               | [ 73 ]                 |
| 2018                   | Mejor dirección - Serie de comedia      | Atlanta                | Nominado               | [ 73 ]                 |
| 2018                   | Mejor guion - Serie de comedia          | Atlanta                | Nominado               | [ 73 ]                 |
| 2018                   | Mejor actor - Serie de comedia          | Atlanta                | Nominado               | [ 73 ]                 |
| 2018                   | Mejor actor invitado - Serie de comedia | Saturday Night Live    | Nominado               | [ 73 ]                 |

| Premios Globo de Oro | Premios Globo de Oro                                   | Premios Globo de Oro | Premios Globo de Oro | Premios Globo de Oro |
| Año                  | Categoría                                              | Trabajo Nominado     | Resultado            | Ref.                 |
| -------------------- | ------------------------------------------------------ | -------------------- | -------------------- | -------------------- |
| 2017                 | Mejor actor de serie de televisión - Comedia o musical | Atlanta              | Ganador              | [ 74 ]               |
| 2019                 | Mejor actor de serie de televisión - Comedia o musical | Atlanta              | Nominado             | [ 74 ]               |

| Premios del Sindicato de Actores | Premios del Sindicato de Actores | Premios del Sindicato de Actores | Premios del Sindicato de Actores | Premios del Sindicato de Actores |
| Año                              | Categoría                        | Trabajo Nominado                 | Resultado                        | Ref.                             |
| -------------------------------- | -------------------------------- | -------------------------------- | -------------------------------- | -------------------------------- |
| 2019                             | Mejor reparto - Serie de Comedia | Atlanta                          | Nominado                         | [ 75 ]                           |

| Premios Grammy | Premios Grammy                   | Premios Grammy       | Premios Grammy | Premios Grammy |
| Año            | Categoría                        | Trabajo Nominado     | Resultado      | Ref.           |
| -------------- | -------------------------------- | -------------------- | -------------- | -------------- |
| 2015           | Mejor álbum de rap               | Because the Internet | Nominado       | [ 76 ]         |
| 2015           | Mejor grabación de rap           | 3005                 | Nominado       | [ 76 ]         |
| 2018           | Grabación del Año                | Redbone              | Nominado       | [ 76 ]         |
| 2018           | Mejor canción R&B                | Redbone              | Nominado       | [ 76 ]         |
| 2018           | Mejor grabación R&B tradicional  | Redbone              | Ganador        | [ 76 ]         |
| 2018           | Álbum del Año                    | "Awaken, My Love!"   | Nominado       | [ 76 ]         |
| 2018           | Mejor álbum urbano contemporáneo | "Awaken, My Love!"   | Nominado       | [ 76 ]         |
| 2019           | Grabación del Año                | This is America      | Ganador        | [ 76 ]         |
| 2019           | Canción del Año                  | This is America      | Ganador        | [ 76 ]         |
| 2019           | Mejor interpretación rap/sung    | This is America      | Ganador        | [ 76 ]         |
| 2019           | Mejor video musical              | This is America      | Ganador        | [ 76 ]         |
| 2019           | Mejor canción R&B                | Feels Like Summer    | Nominado       | [ 76 ]         |